# Andreas Nödl
Andreas Nödl (ur. 28 lutego 1987 w Wiedniu) – austriacki hokeista, reprezentant Austrii, olimpijczyk.

## Kariera
- Wiener Eislöwen U20 (2001-2004)
- Wiener Eislöwen (2003-2004)
- Sioux Falls Stampede (2004-2006)
- St. Cloud State University (2006-2008)
- Philadelphia Flyers (2008-2011)
  -  Philadelphia Phantoms (2008-2009)
  -  Adirondack Phantoms (2009-2010)
- Carolina Hurricanes (2011-2012, 2013)
  -  HC Innsbruck (2012-2013)
  -  Charlotte Checkers (2013)
- EC KAC (2013)
- EC Red Bull Salzburg (2013-2014)
- Vienna Capitals (2014-)

Wychowanek klubu Wiener EV w rodzinnym mieście. Do 2004 grał w jego barwach w austriackiej drugiej lidze. Wówczas wyjechał do USA i grał w ligach USHL i akademickiej NCAA. W drafcie NHL z 2006 został wybrany przez Philadelphia Flyers. Grał jeszcze w zespole farmerskim w lidze AHL. Od 2008 przez trzy sezony grał w barwach Filadelfii w lidze NHL. Na początku czwartego, w listopadzie 2011 został zawodnikiem Caroliny. Od października 2012 do stycznia 2013 w czasie lokautu w sezonie NHL (2012/2013) tymczasowo związany kontraktem z austriackim klubem z Innsbrucka. Od sierpnia do września 2013 przebywał na testach w szwajcarskim klubie Lausanne HC, które zakończyły się niepowodzeniem. 21 października 2013 podpisał krótkoterminowy kontrakt z austriackim klubem KAC, ważny do 11 listopada 2013. Od 13 listopada 2013 zawodnik EC Red Bull Salzburg. Od października 2014 zawodnik Vienna Capitals.
Jest jednym z sześciu Austriaków w historii grających w NHL.
Uczestniczył w turniejach mistrzostw świata w 2009 oraz zimowych igrzysk olimpijskich 2014.

## Sukcesy i wyróżnienia
Klubowe
- Mistrz konferencji NHL: 2010 z Philadelphia Flyers
- Prince of Wales Trophy: 2010 z Philadelphia Flyers
- Mistrz dywizji NHL: 2011 z Philadelphia Flyers
- Srebrny medal mistrzostw Austrii: 2015 z Vienna Capitals

Indywidualne
- Sezon USHL 2005/2006:
  - Pierwszy skład gwiazd
  - Najbardziej Wartościowy Zawodnik (MVP) Meczu Gwiazd
  - Sezon NCAA 2006/2007:
- Najlepszy pierwszoroczniak sezonu rozgrywek NCAA (WCHA)
- Najlepszy pierwszoroczniak sezonu całych rozgrywek NCAA
  - Skład gwiazd pierwszoroczniaków NCAA (WCHA)
  - Trzeci skład gwiazd NCAA (WCHA)
  - Sezon NCAA 2007/2008:
  - Drugi skład gwiazd NCAA (WCHA)
- Sezon NHL (2010/2011):
  - Pelle Lindbergh Memorial Trophy (nagroda w ramach zespołu Philadelphia Flyers dla zawodnika, który uczynił największe postępy od ostatniego sezonu)